# Telekamery 2017
Telekamery 2017 – nominacje i laureaci dwudziestego plebiscytu Telekamery „Tele Tygodnia” za rok 2016 dla postaci i wydarzeń telewizyjnych. Nominacje ogłoszono 29 listopada 2016. Nagrody zostały przyznane w 11 kategoriach podczas gali, która odbyła się 30 stycznia 2017 roku w Arkadach Kubickiego Zamku Królewskiego w Warszawie.

## Kategorie
Opracowano na podstawie materiału źródłowego.

### Aktorka

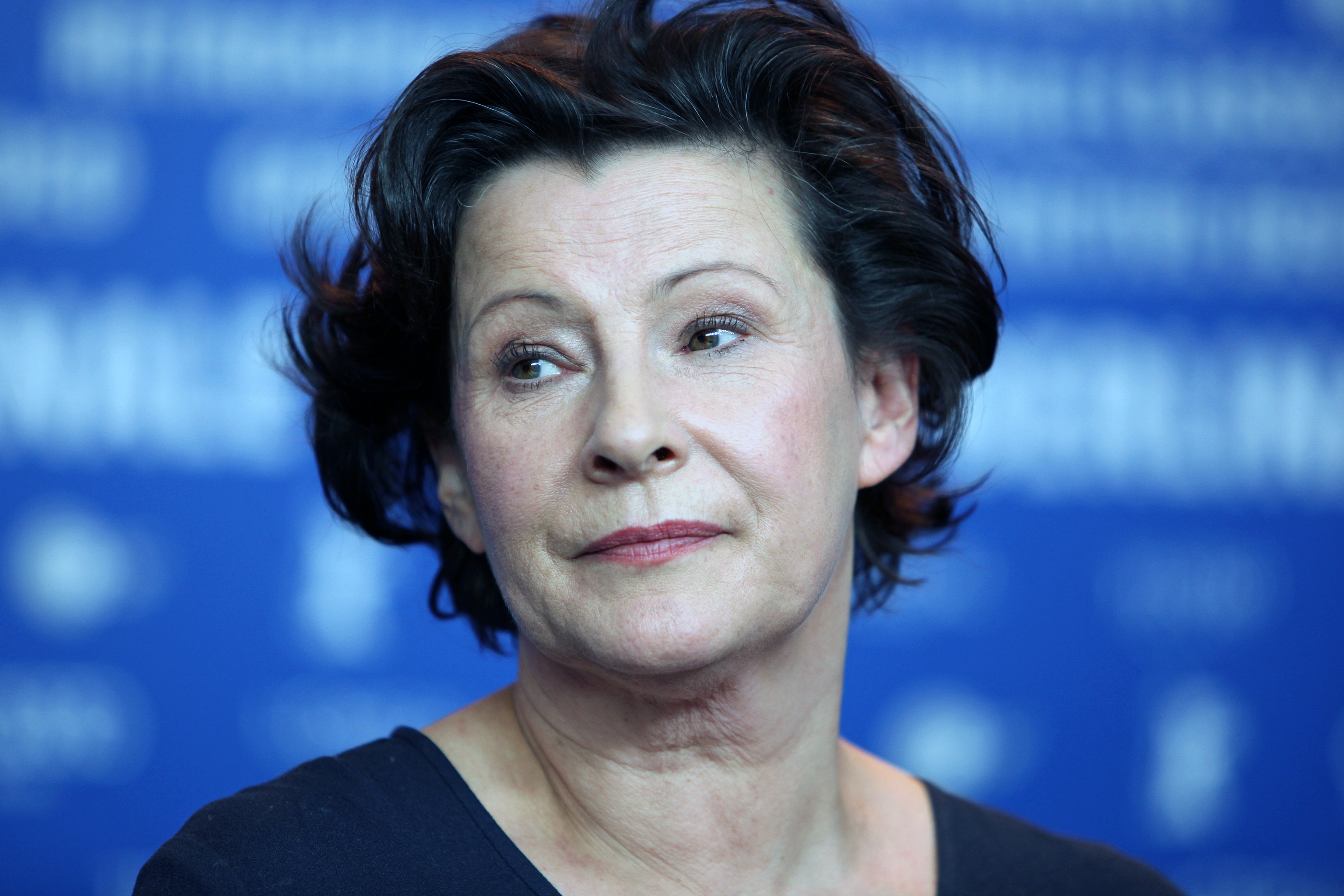
Dorota Kolak
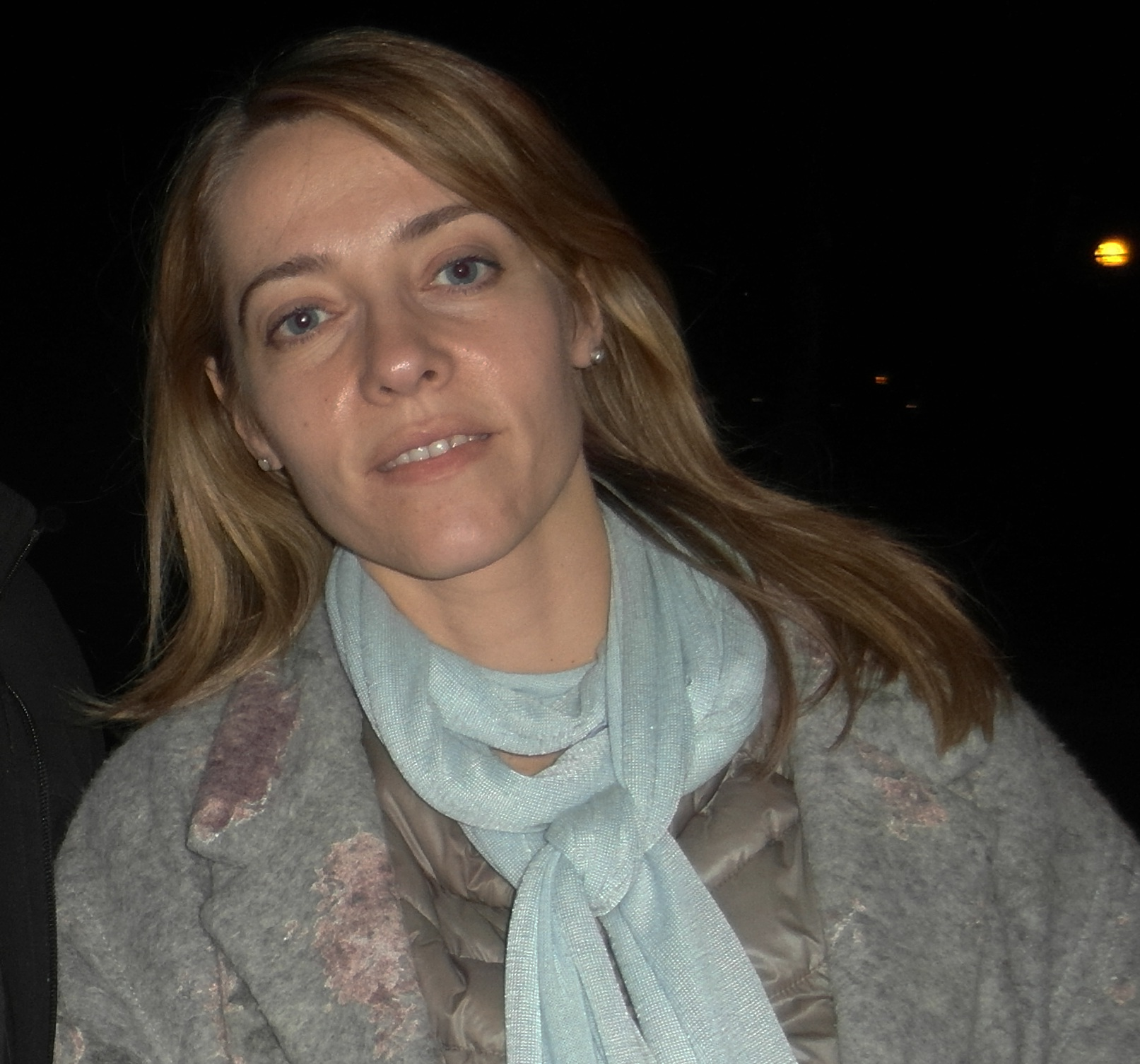
Małgorzata Buczkowska
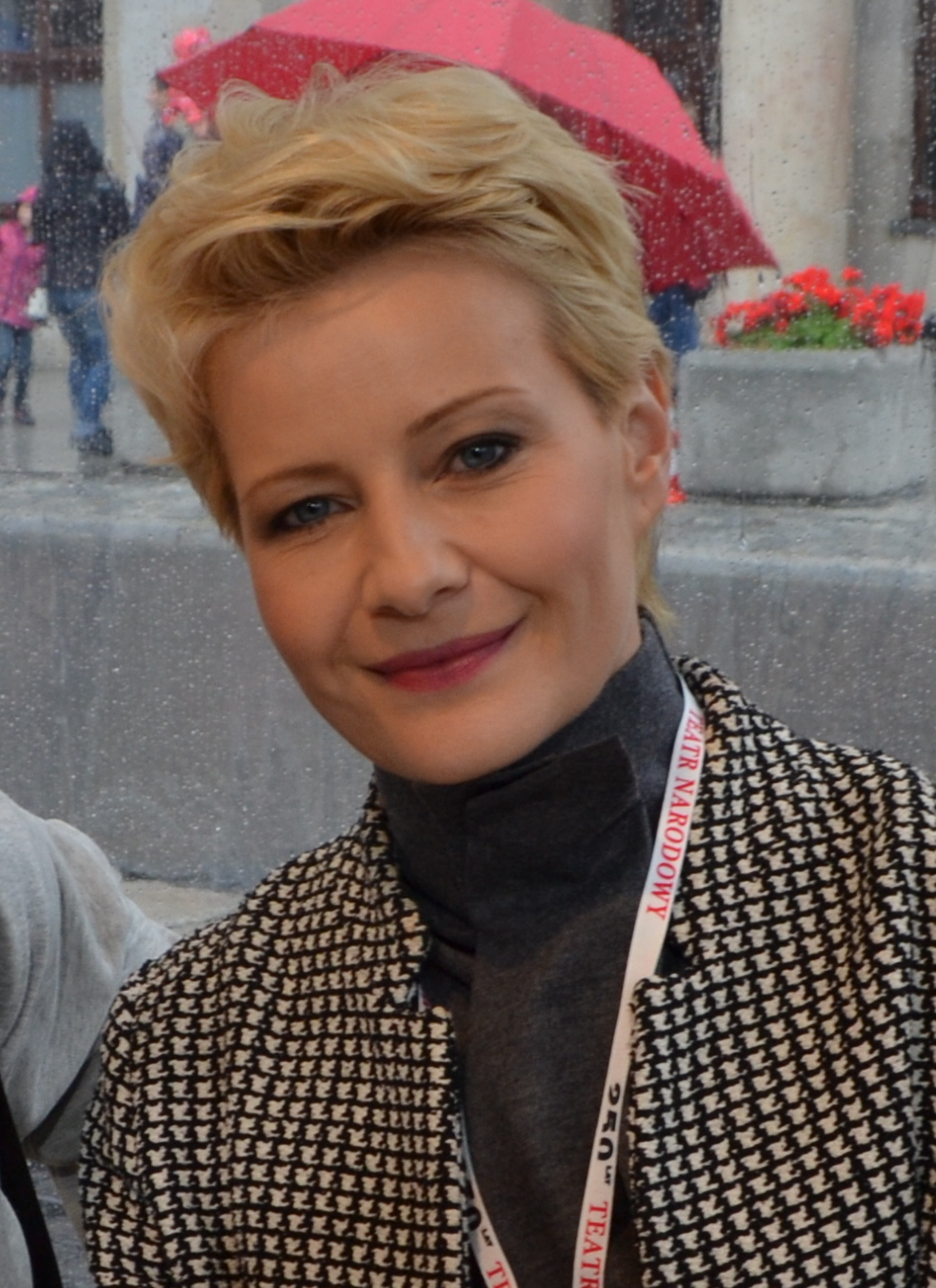
Małgorzata Kożuchowska
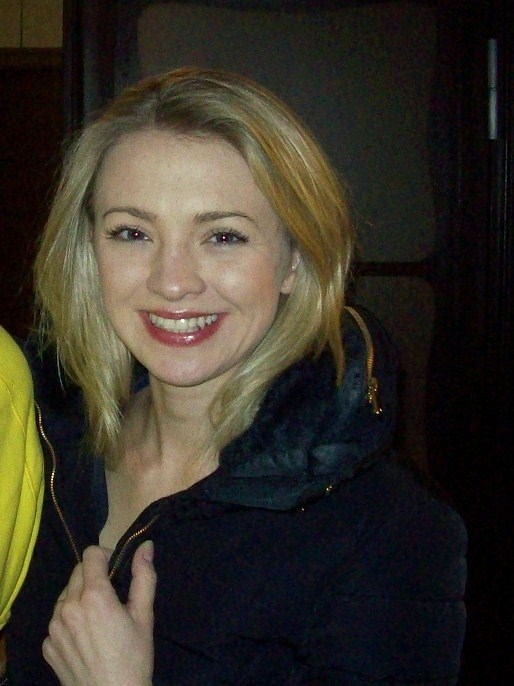
Barbara Kurdej-Szatan
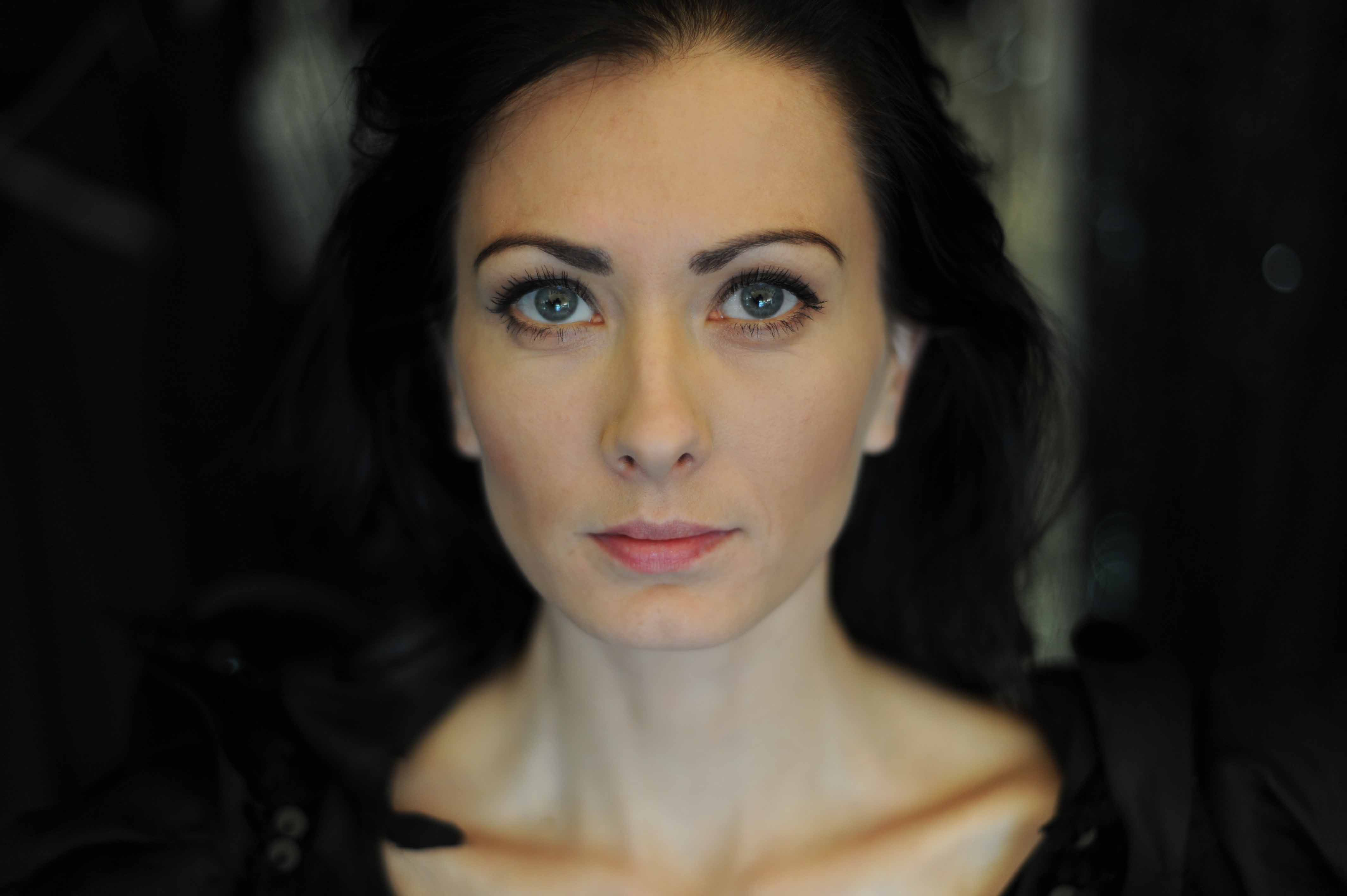
Anita Sokołowska

- Dorota Kolak
- Małgorzata Buczkowska
- Małgorzata Kożuchowska
- Barbara Kurdej-Szatan
- Anita Sokołowska

### Aktor

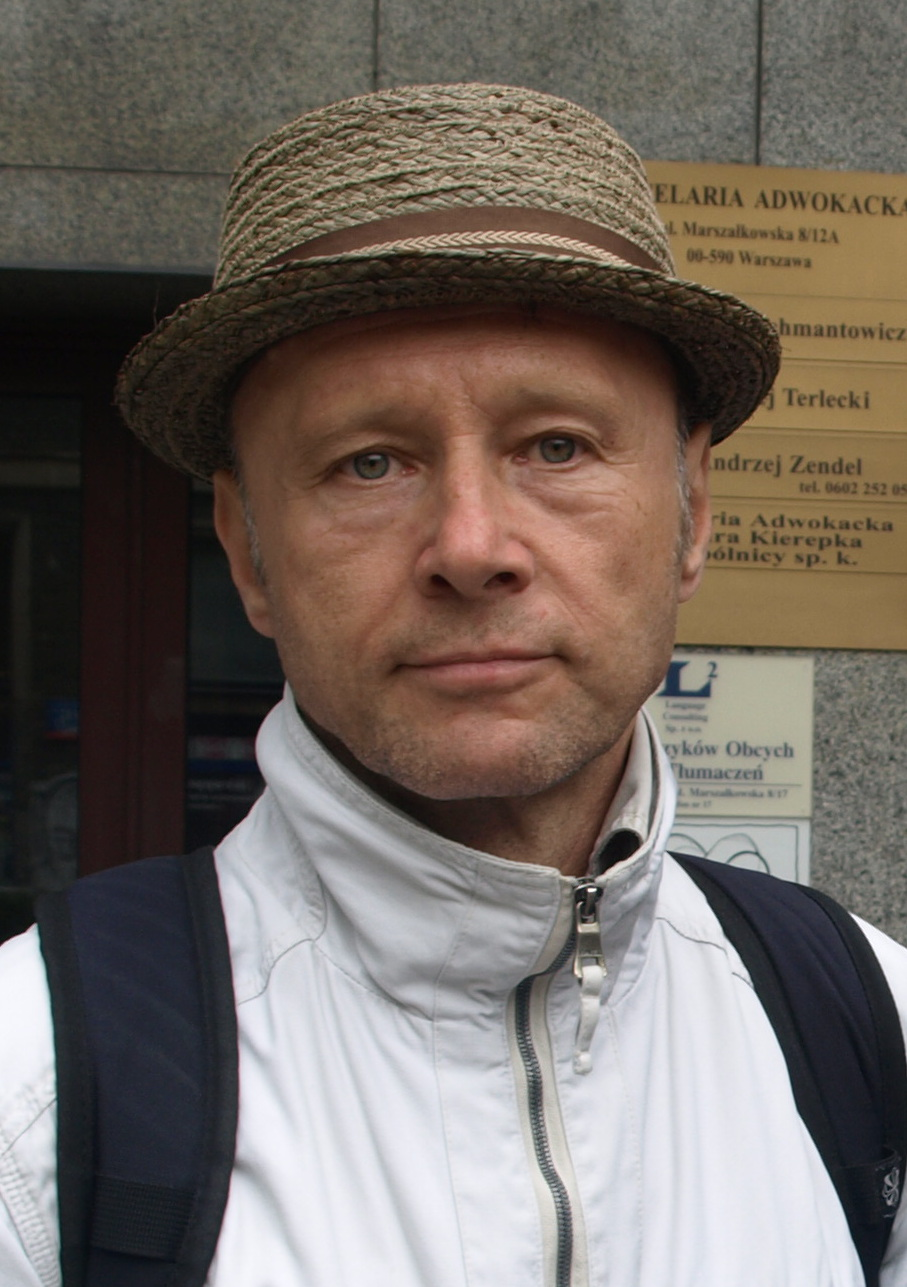
Krzysztof Pieczyński
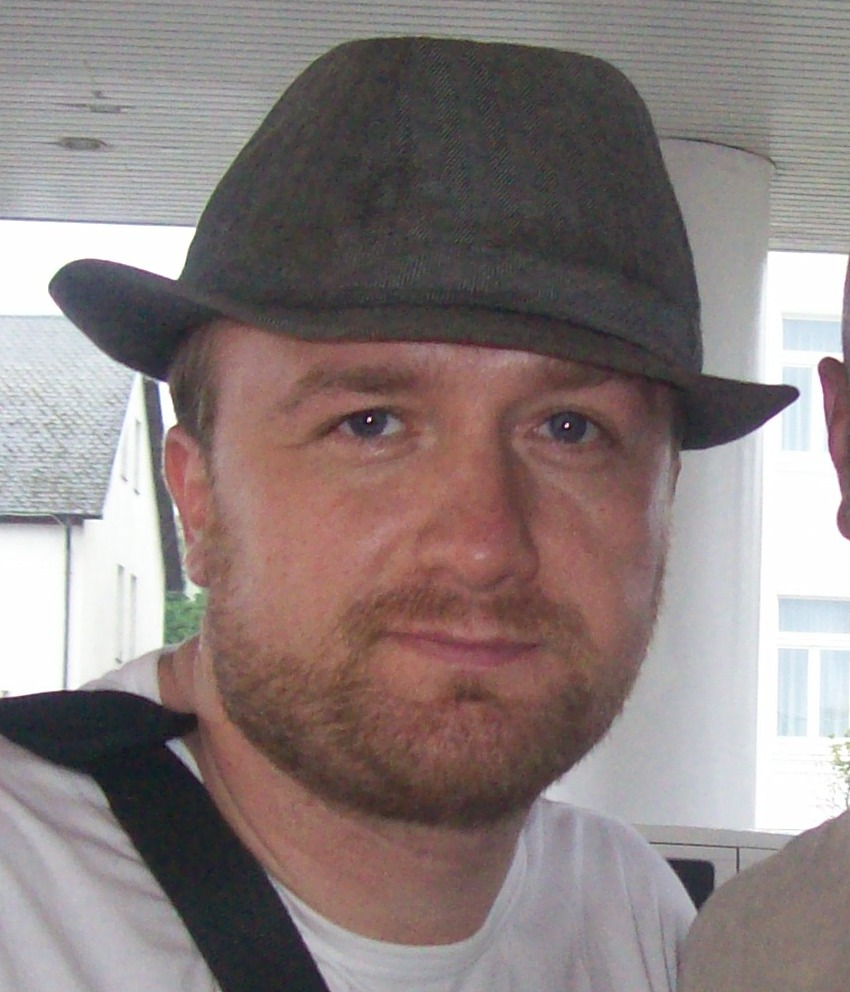
Bartłomiej Kasprzykowski
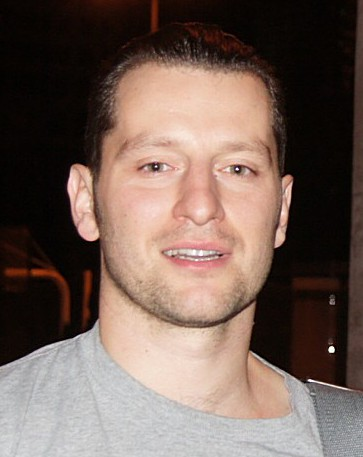
Wojciech Zieliński
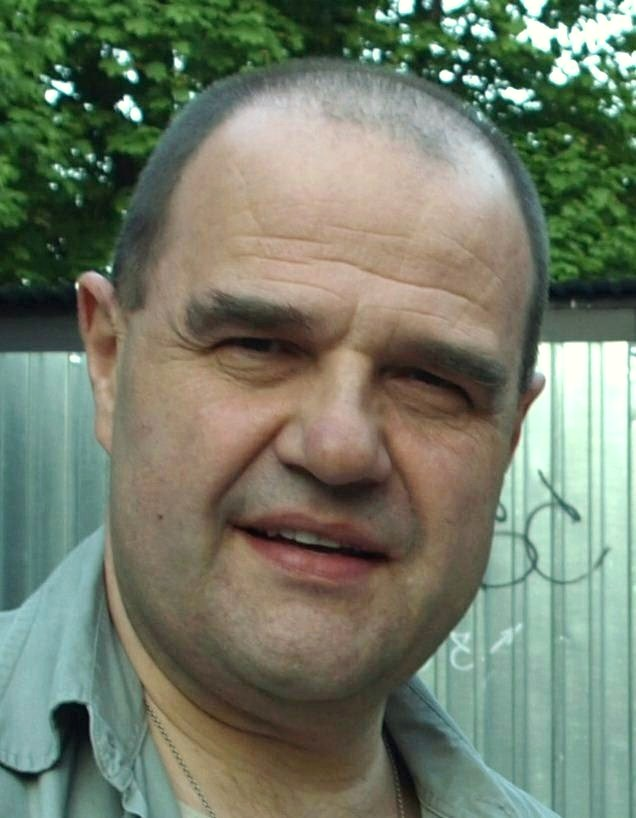
Cezary Żak
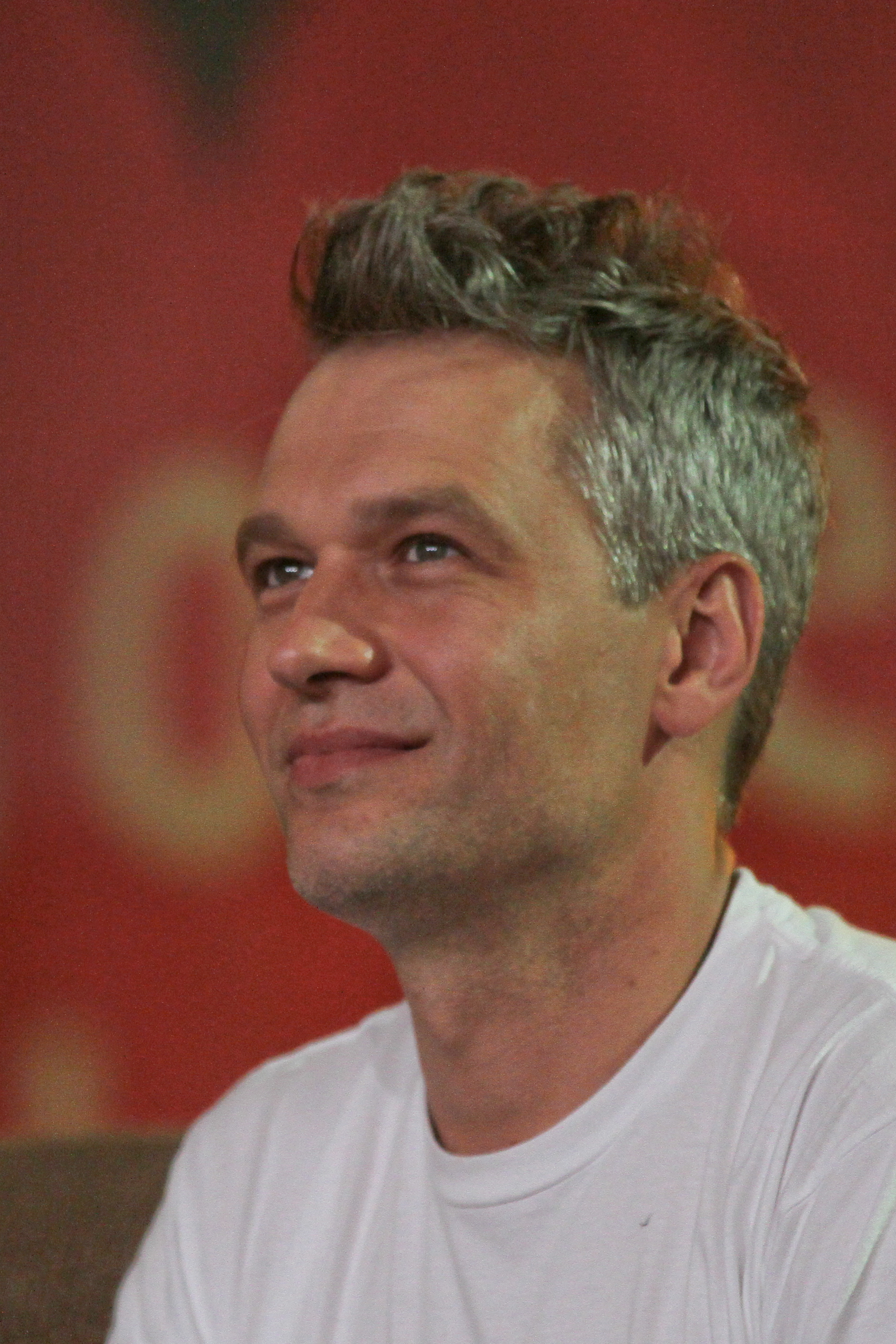
Michał Żebrowski

- Krzysztof Pieczyński
- Bartłomiej Kasprzykowski
- Wojciech Zieliński
- Cezary Żak
- Michał Żebrowski

### Serial
- Druga szansa
- Ojciec Mateusz
- O mnie się nie martw
- Przyjaciółki

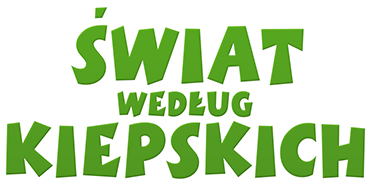
Świat według Kiepskich

- Świat według Kiepskich

### Osobowość telewizyjna

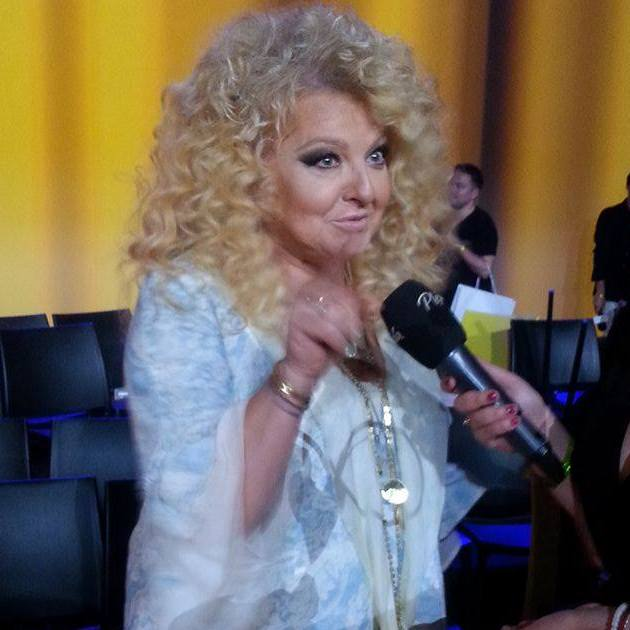
Magda Gessler
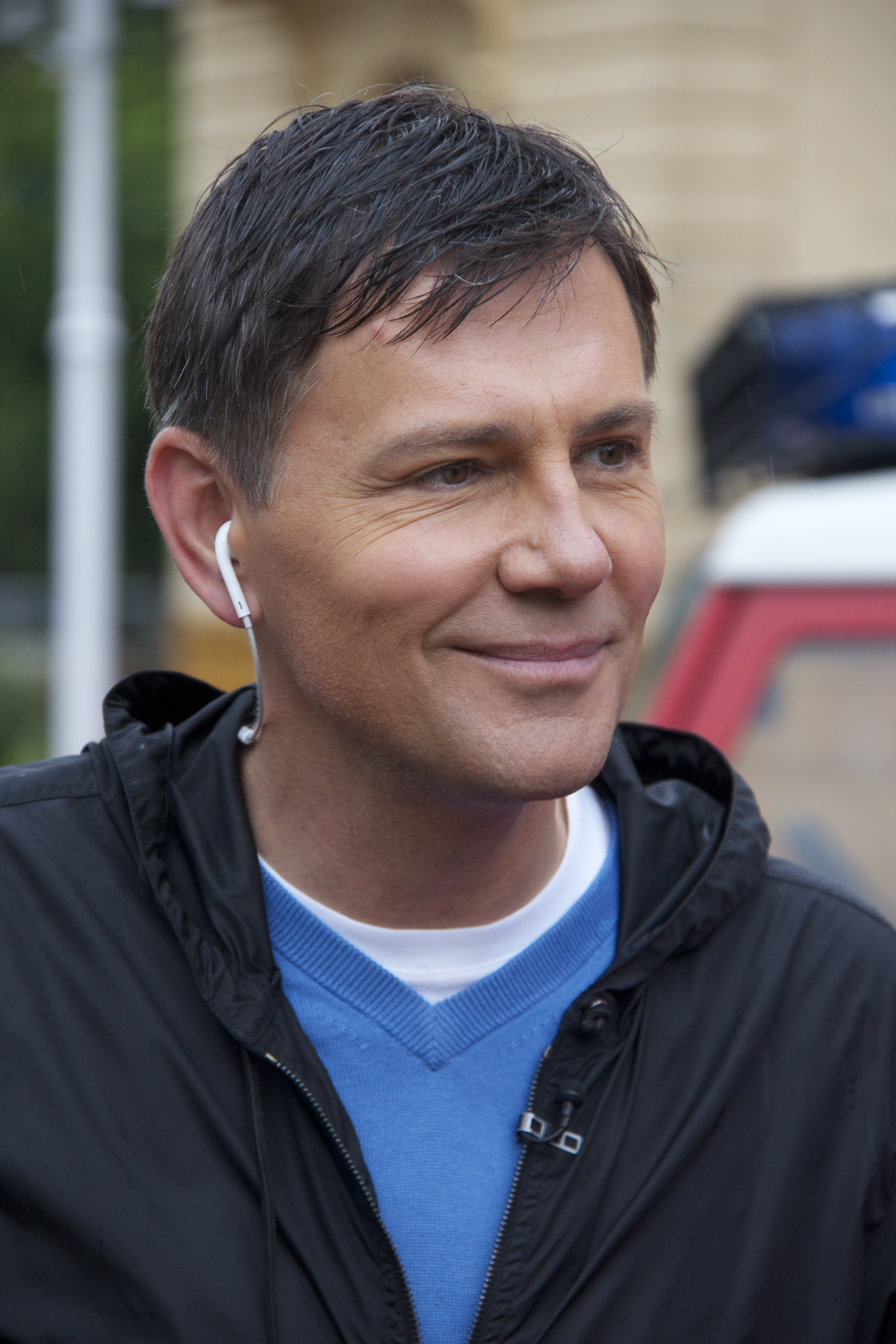
Krzysztof Ibisz
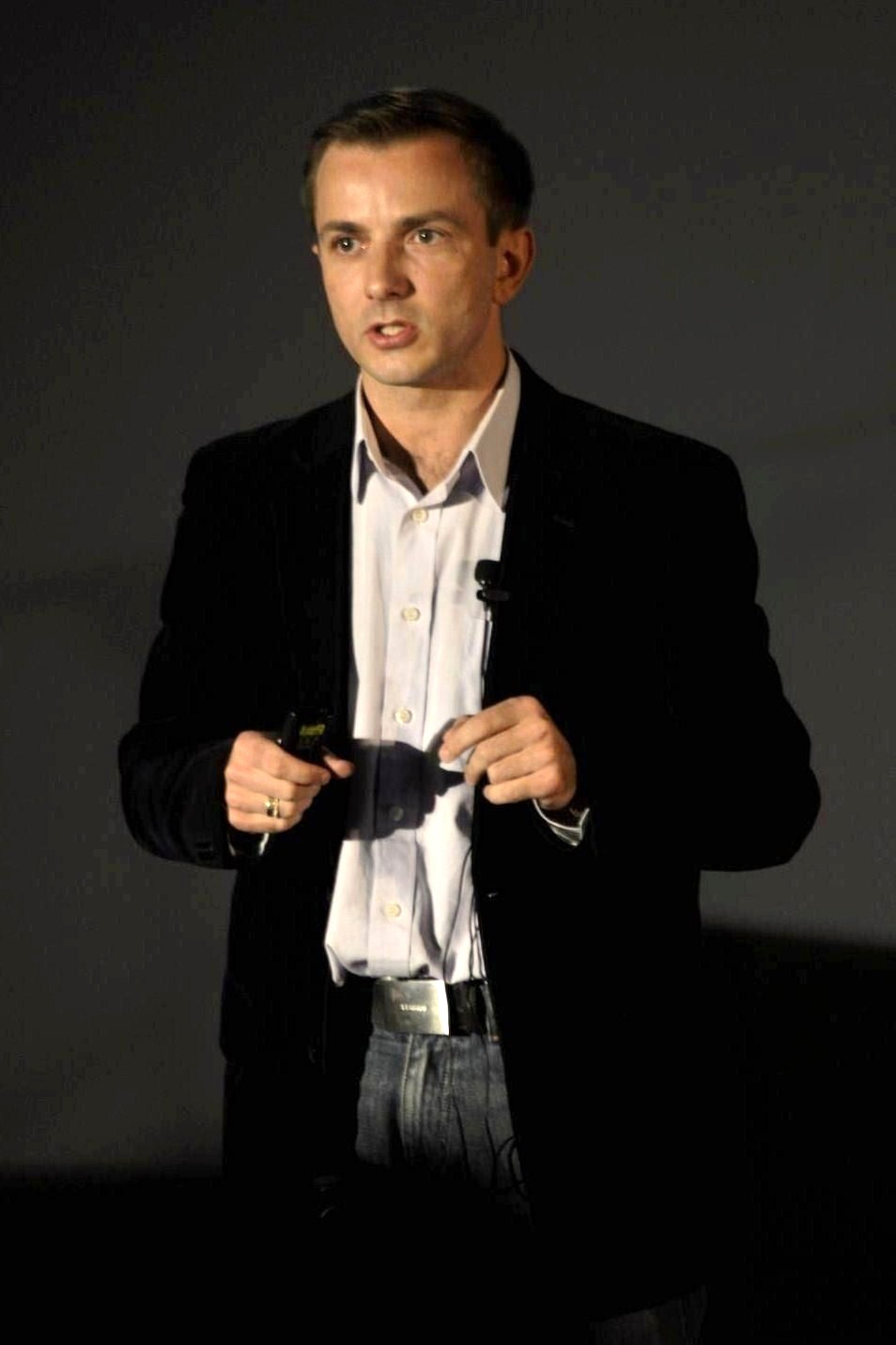
Tomasz Rożek
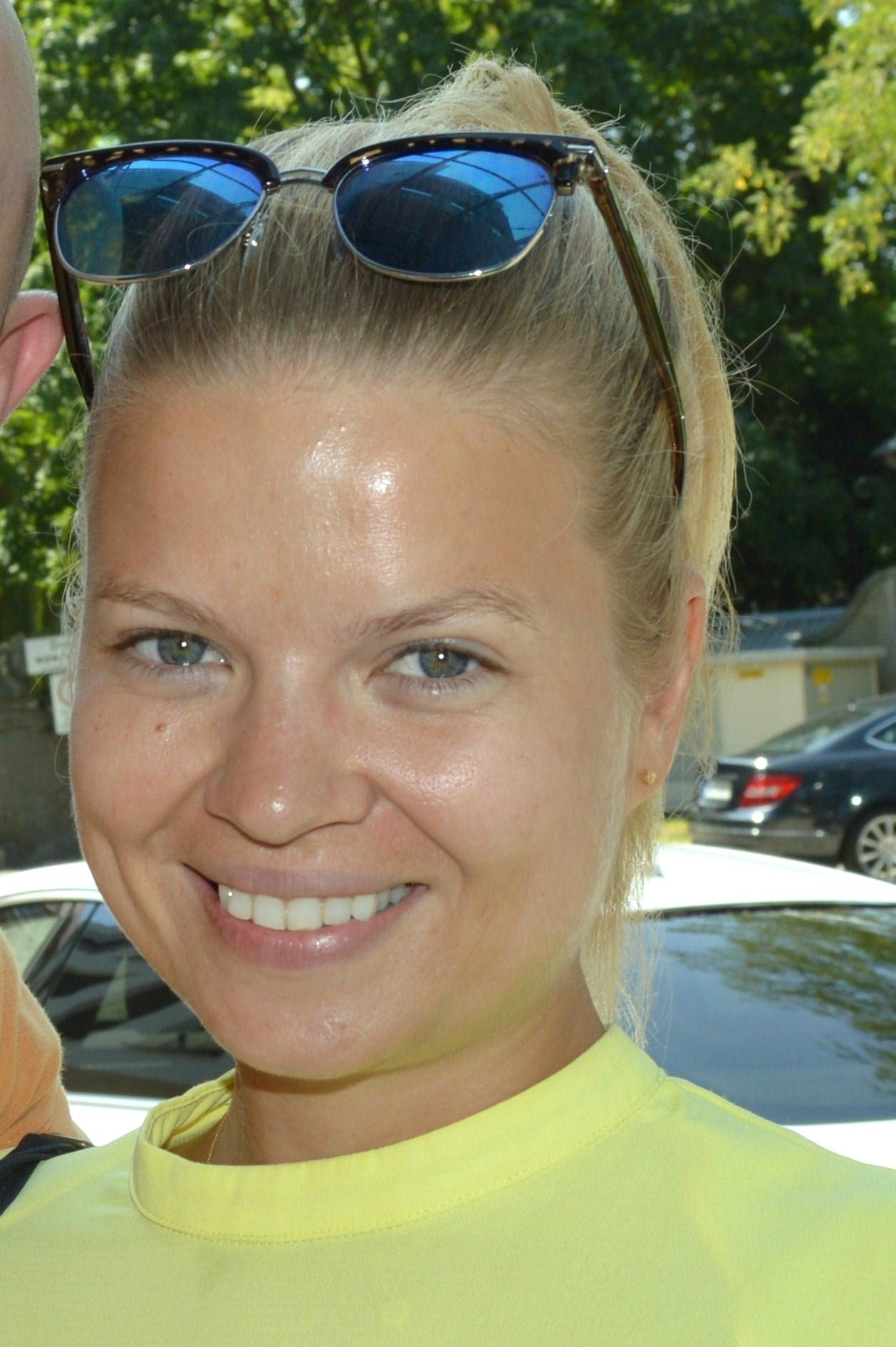
Marta Manowska
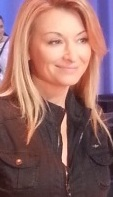
Martyna Wojciechowska

- Magda Gessler
- Krzysztof Ibisz
- Tomasz Rożek
- Marta Manowska
- Martyna Wojciechowska

### Prezenter informacji

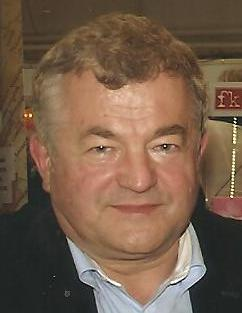
Jarosław Gugała
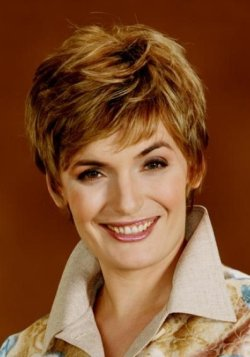
Dorota Gawryluk
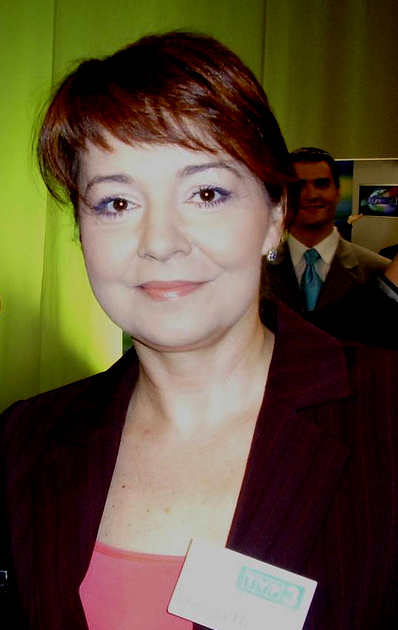
Danuta Holecka
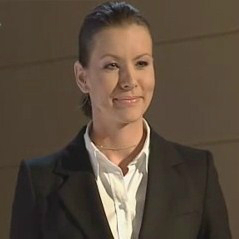
Anita Werner
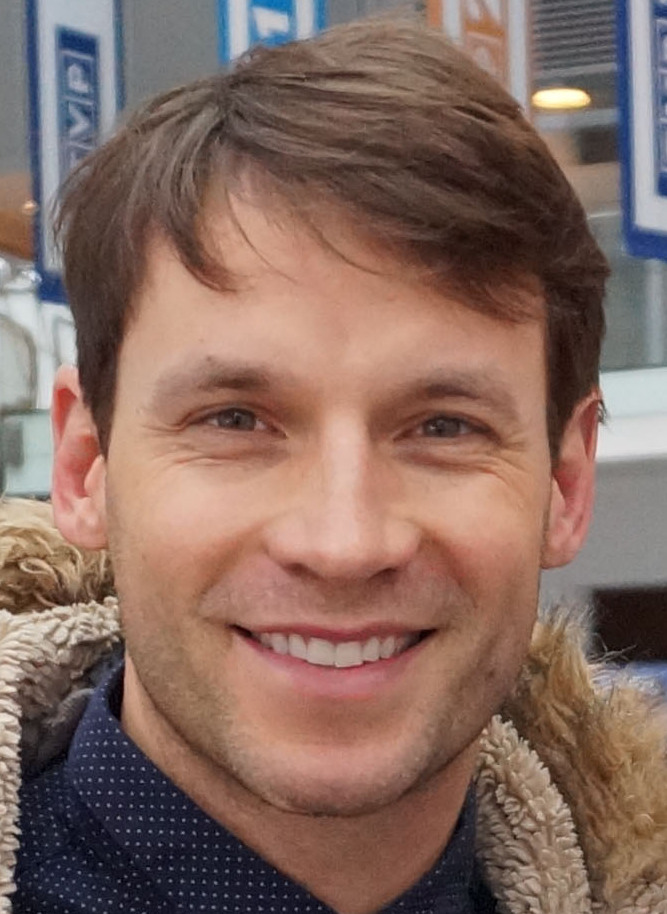
Tomasz Wolny

- Jarosław Gugała
- Dorota Gawryluk
- Danuta Holecka
- Anita Werner
- Tomasz Wolny

### Prezenter pogody

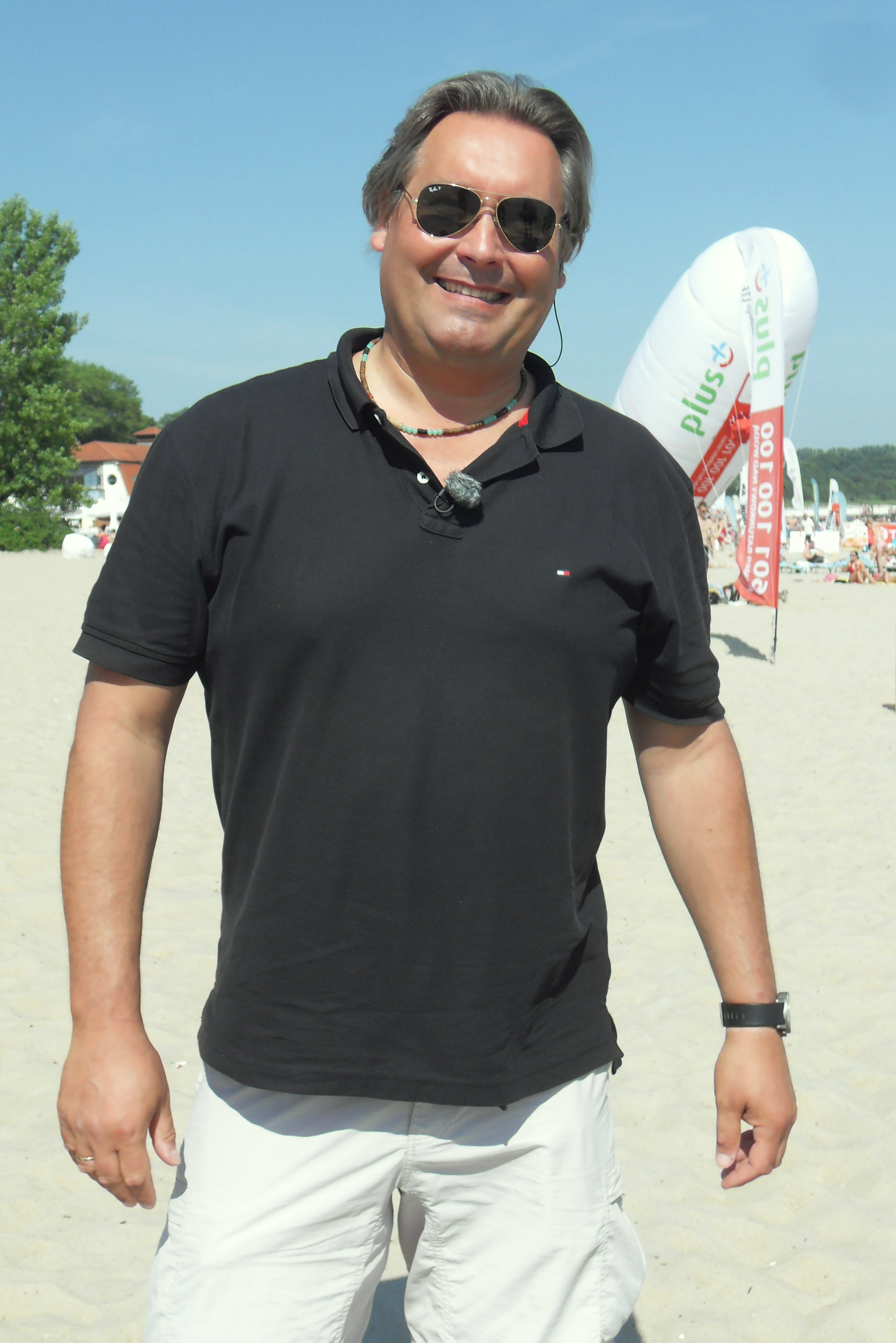
Marek Horczyczak
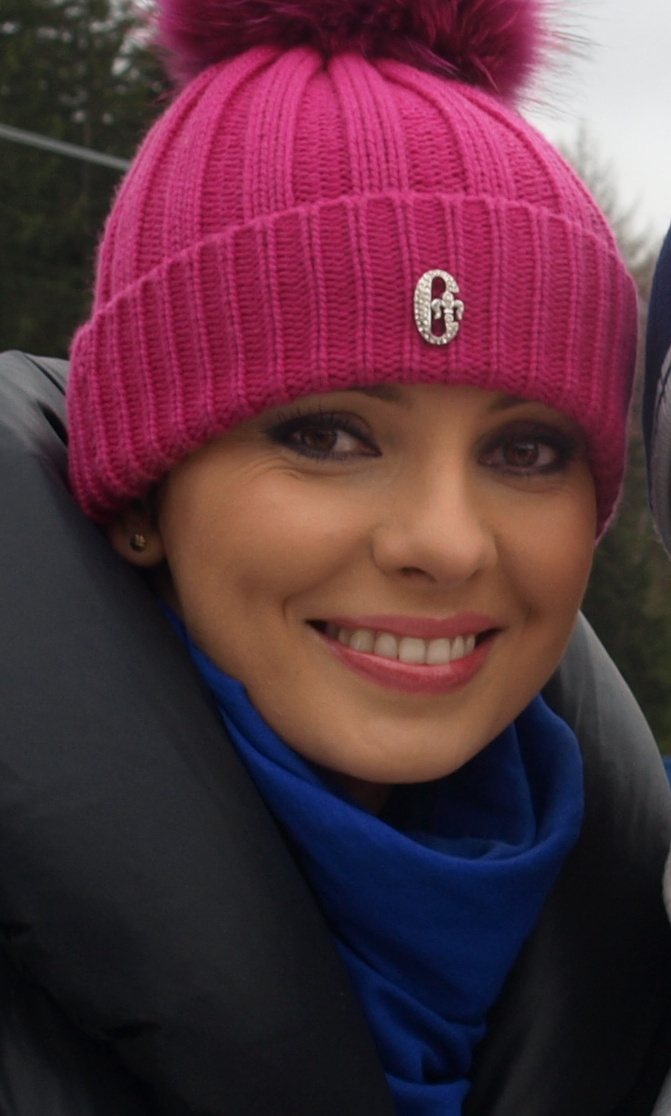
Dorota Gardias
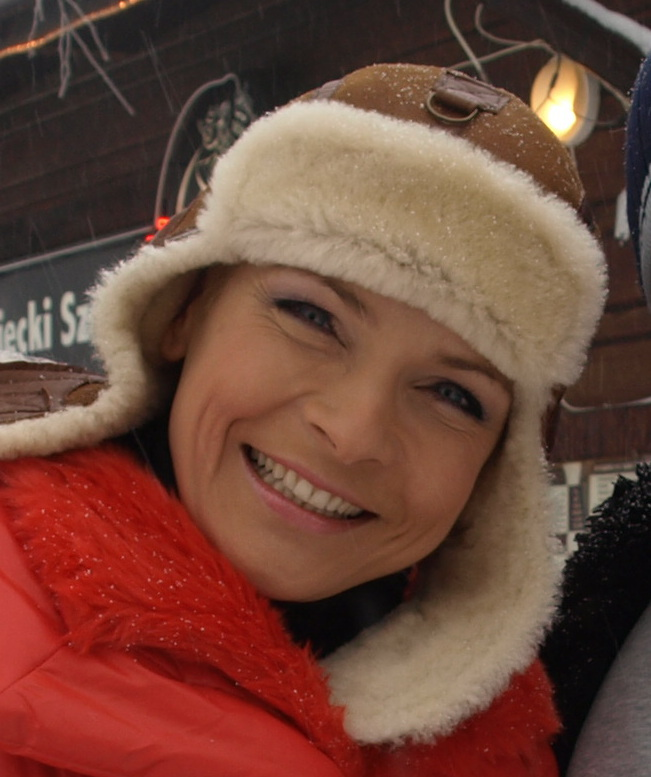
Aleksandra Kostka
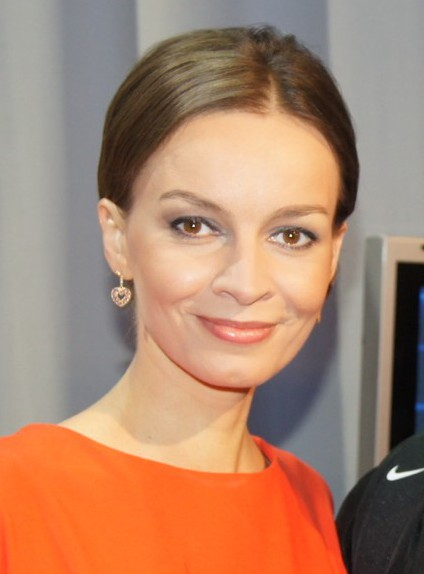
Marzena Słupkowska
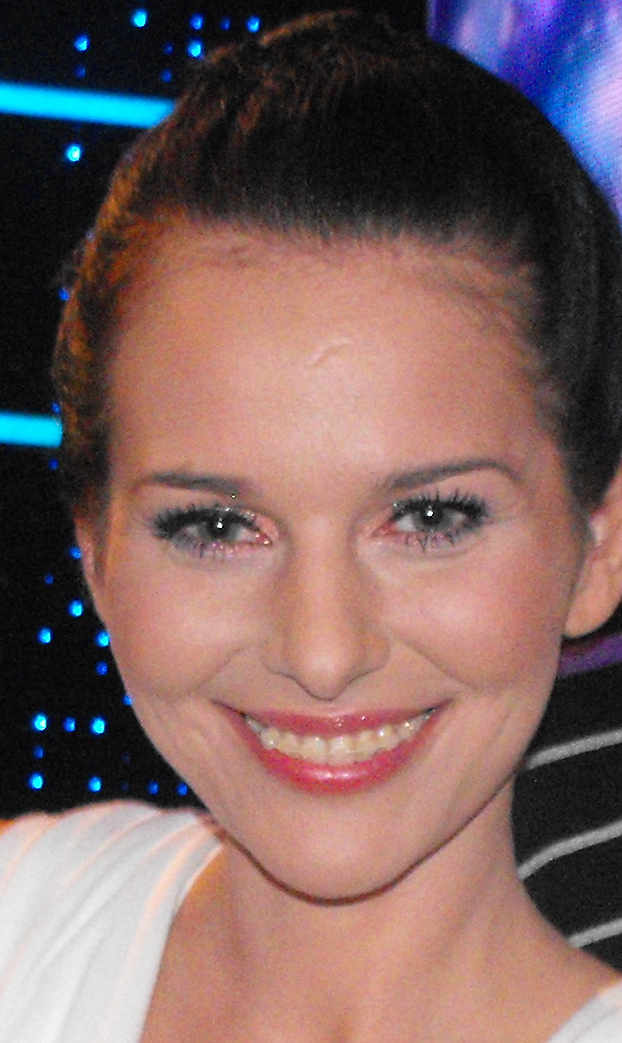
Paulina Sykut-Jeżyna

- Marek Horczyczak
- Dorota Gardias
- Aleksandra Kostka
- Marzena Słupkowska
- Paulina Sykut-Jeżyna

### Komentator sportowy

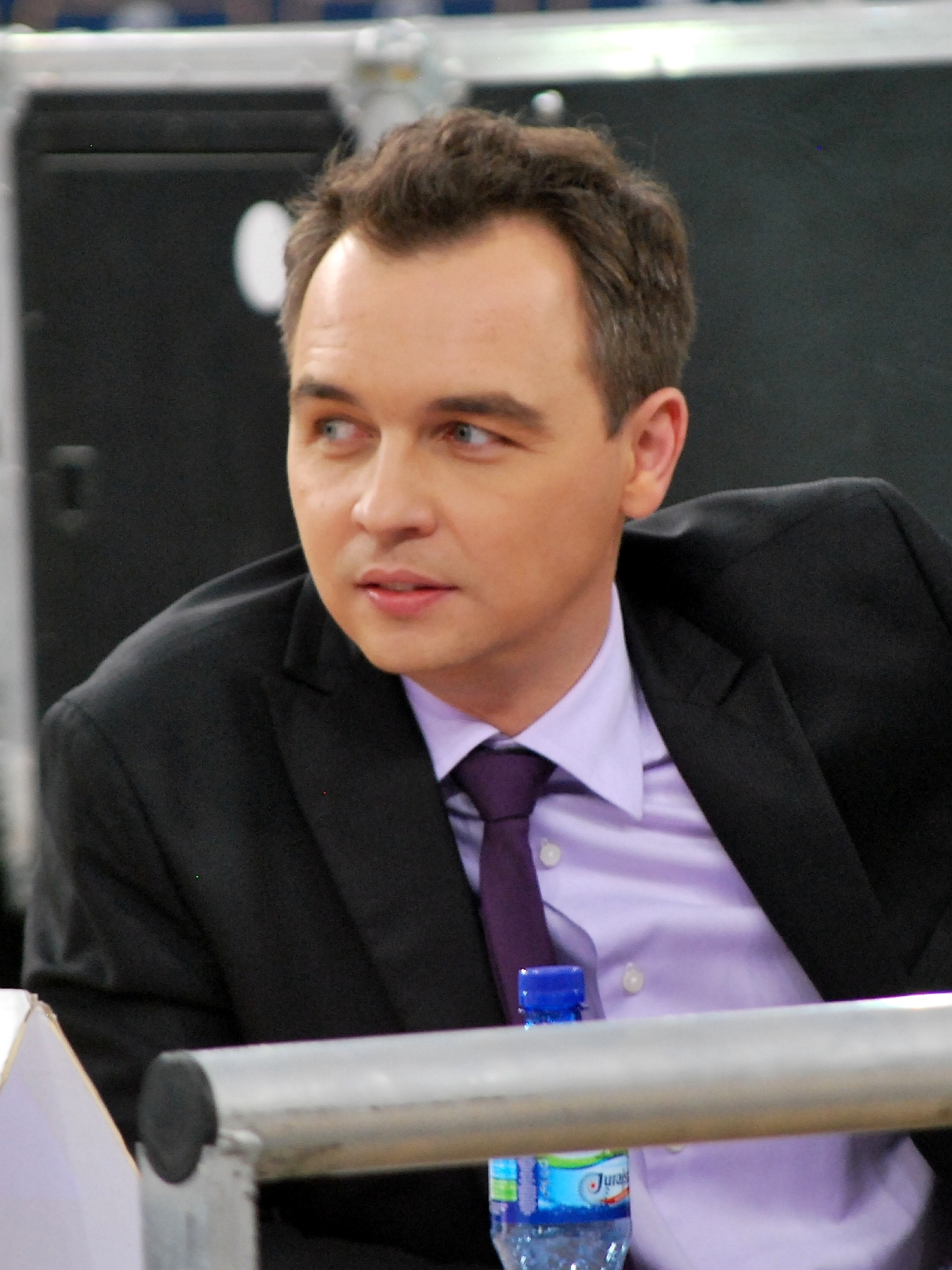
Jerzy Mielewski
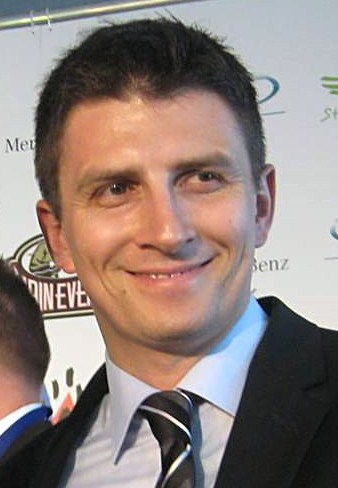
Mateusz Borek
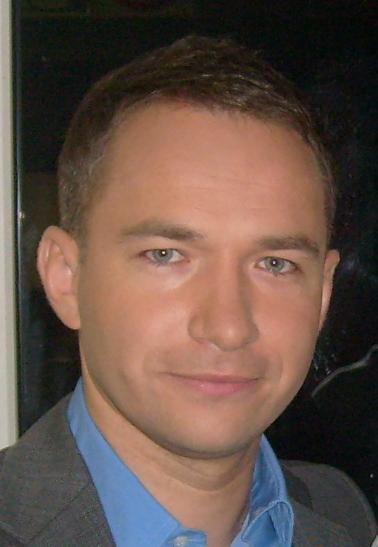
Rafał Patyra
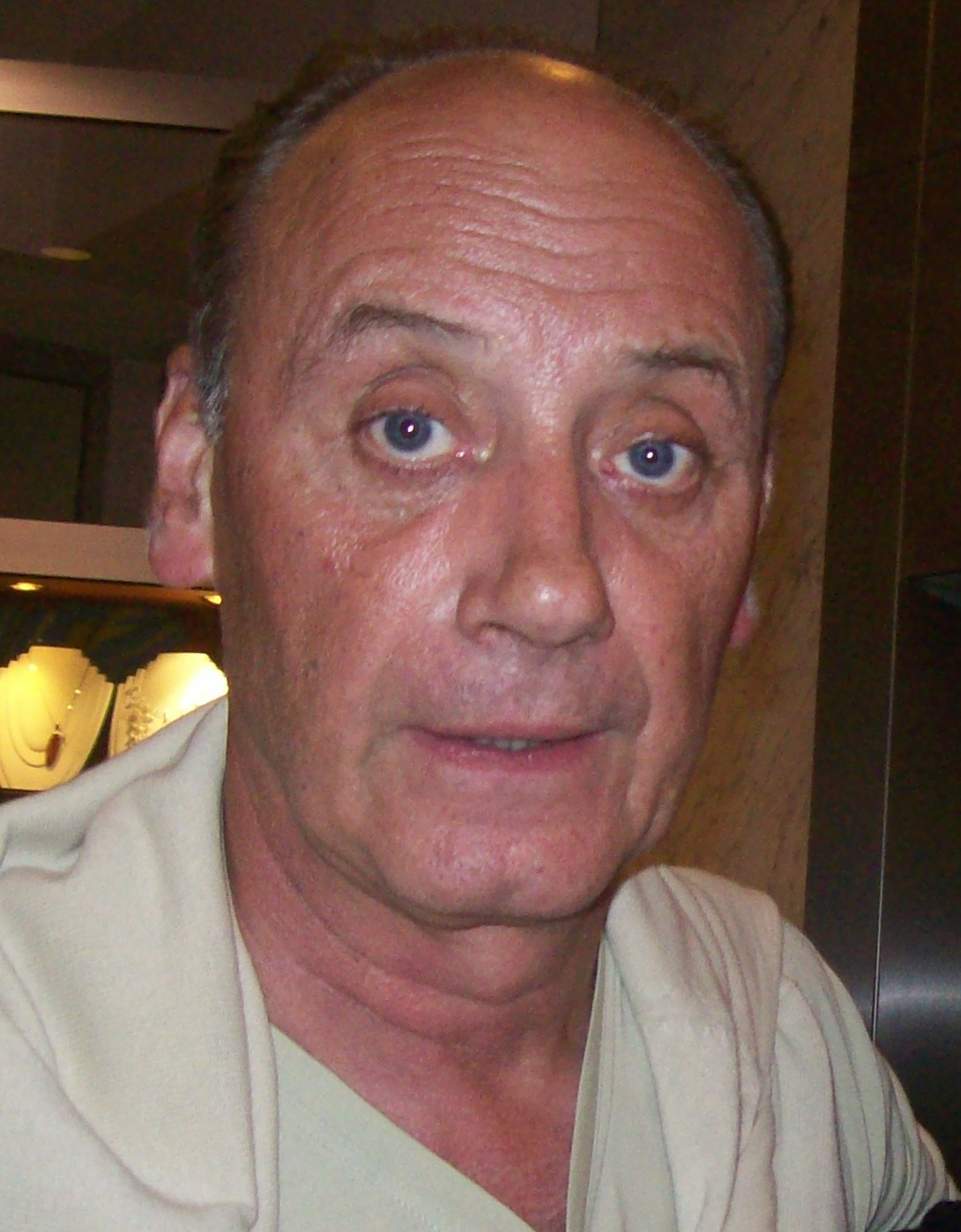
Dariusz Szpakowski
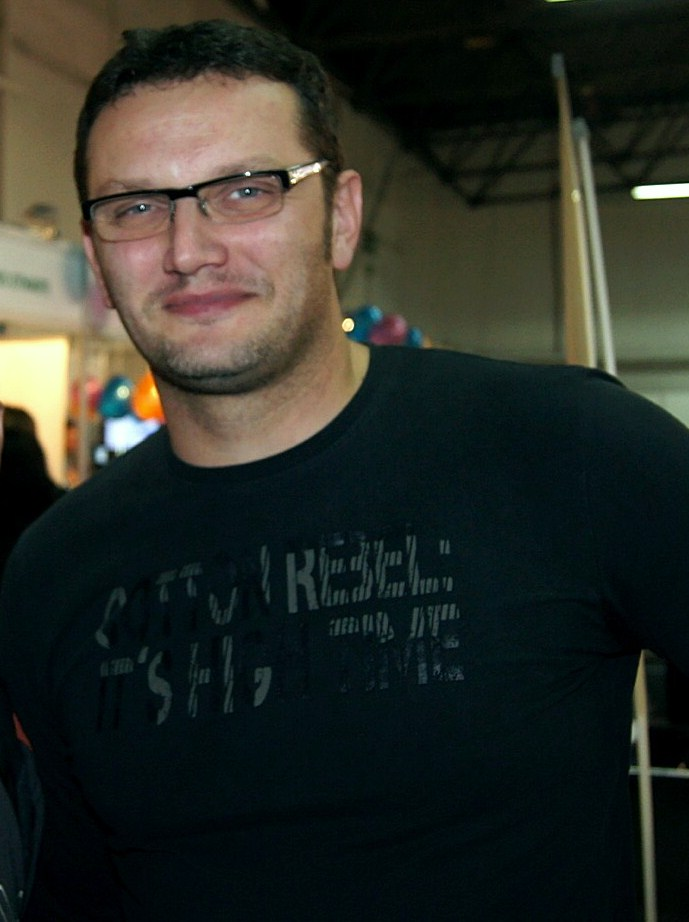
Wojciech Zawioła

- Jerzy Mielewski
- Mateusz Borek
- Rafał Patyra
- Dariusz Szpakowski
- Wojciech Zawioła

### Juror

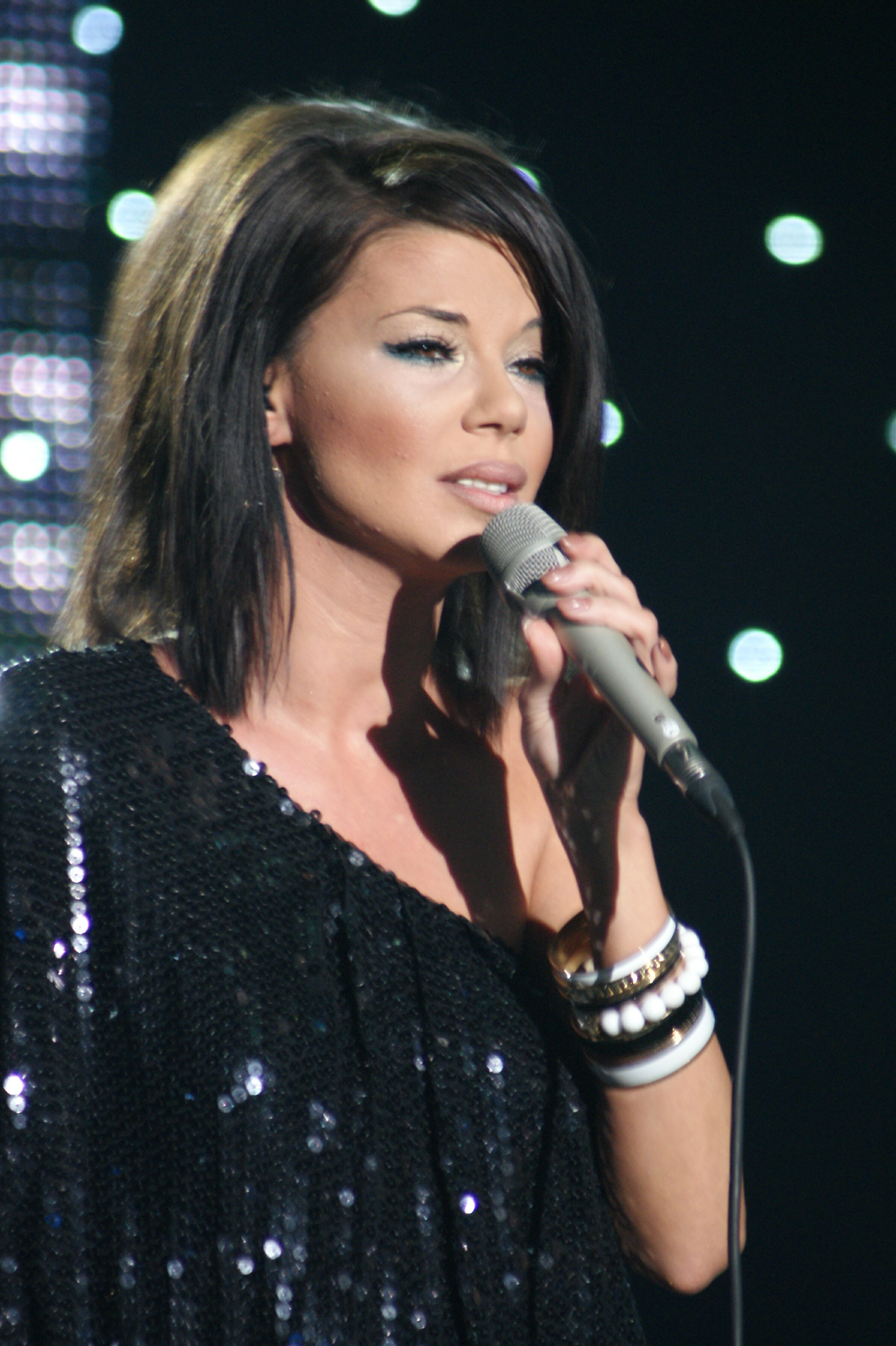
Edyta Górniak
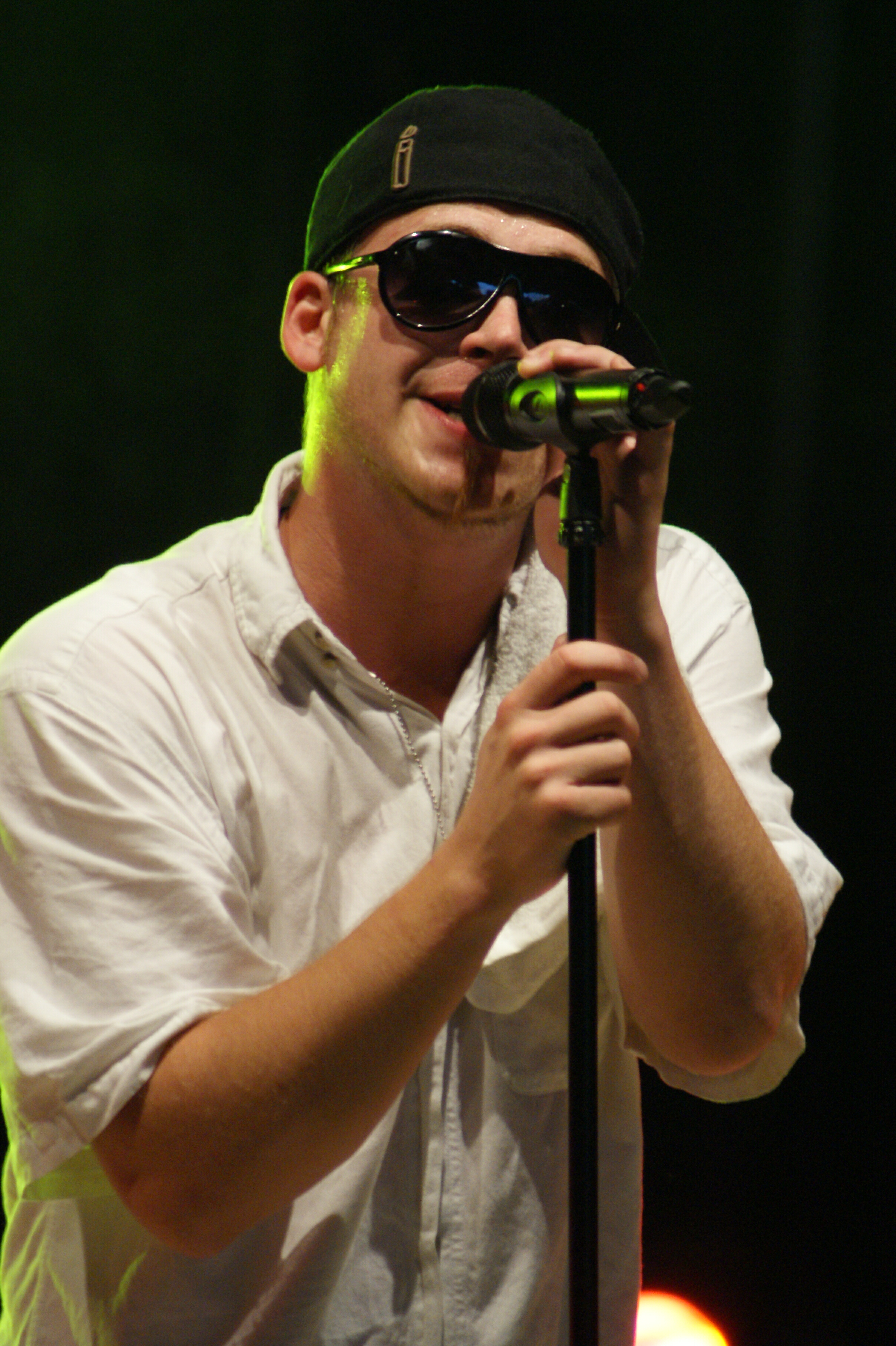
Tomasz „Tomson” Lach i Aleksander „Baron” Milwiw-Baron
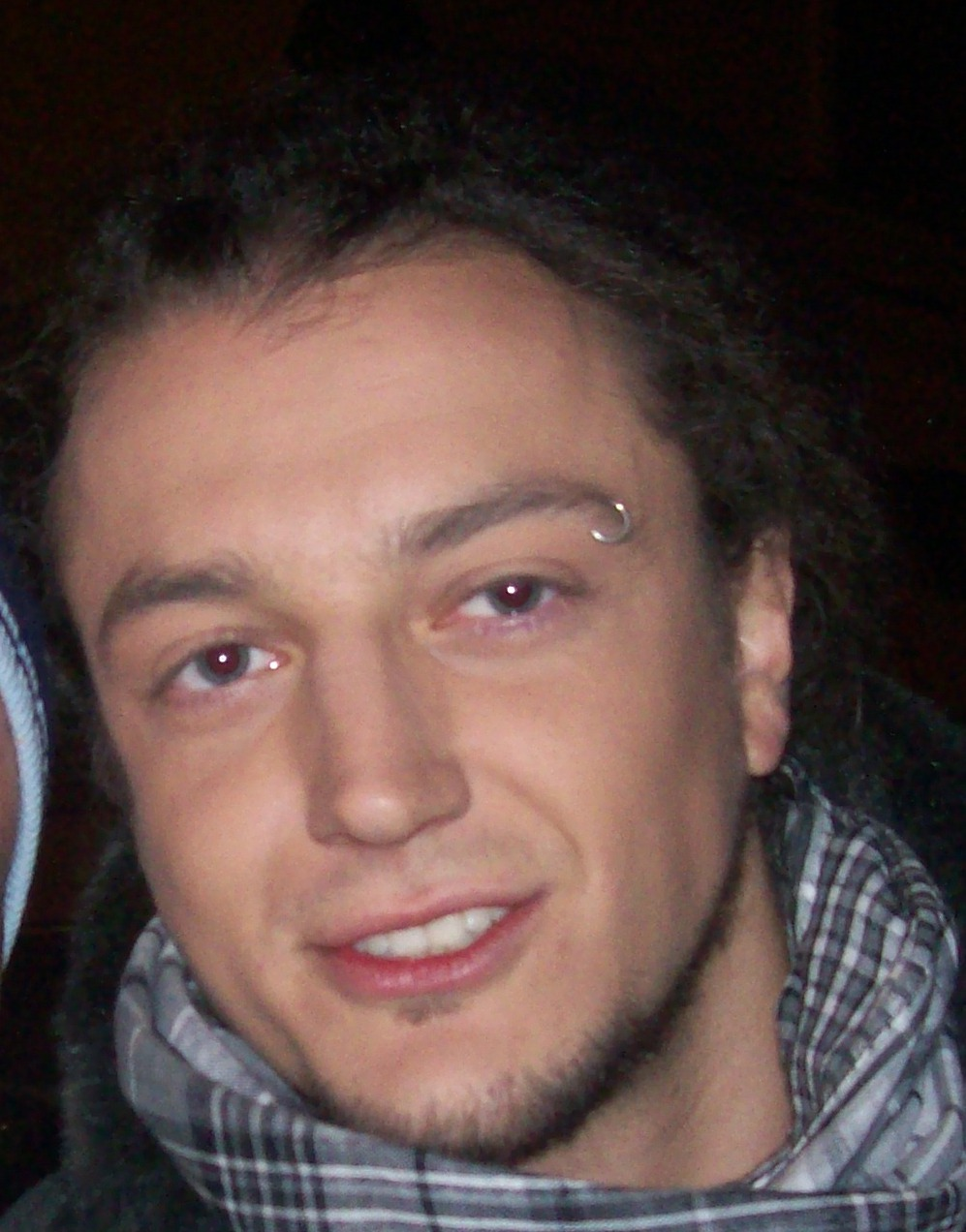
Aleksander „Baron” Milwiw-Baron
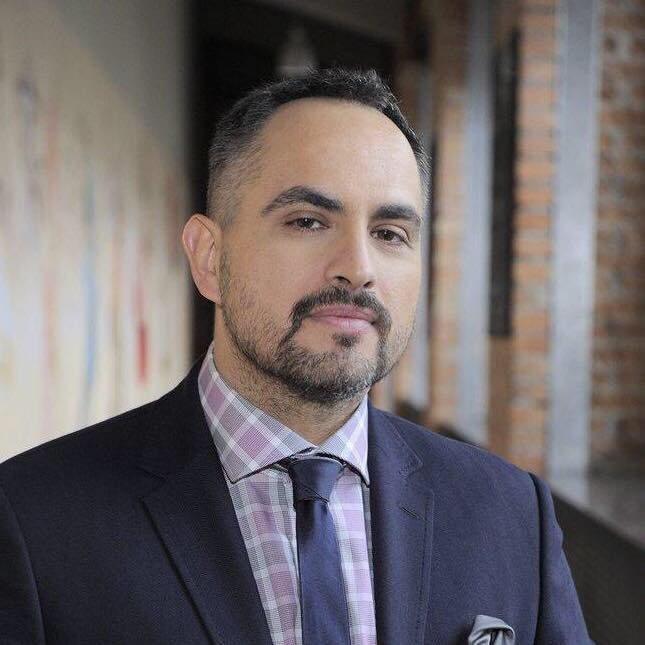
Agustin Egurrola
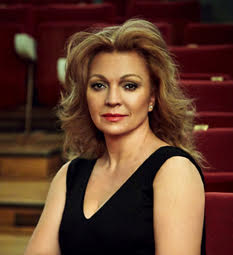
Małgorzata Walewska
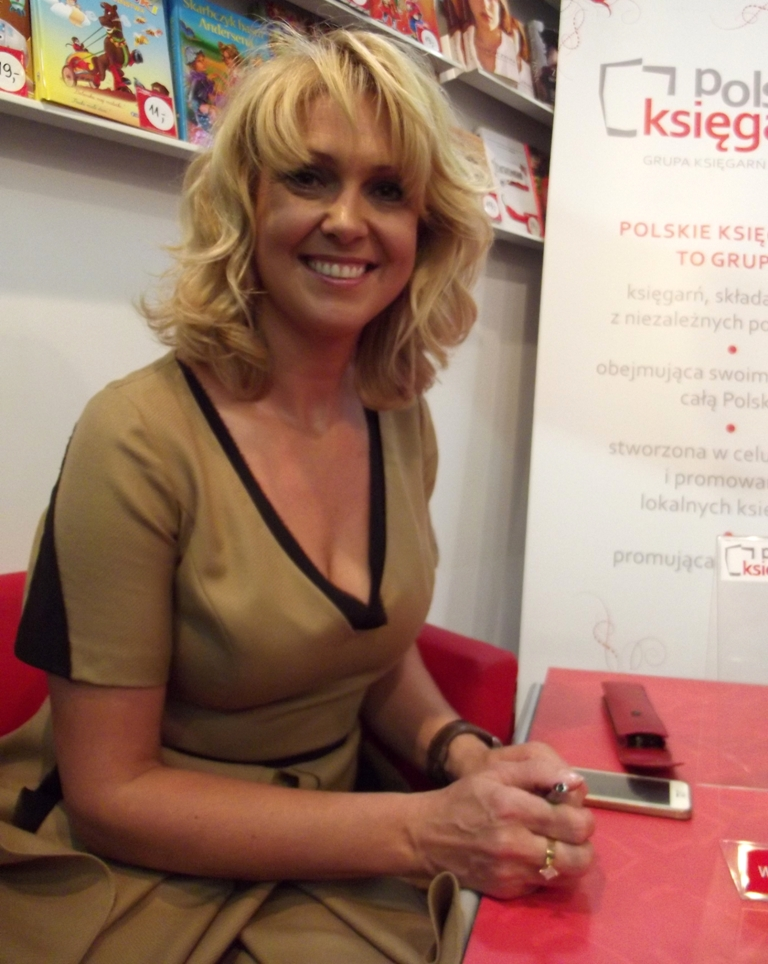
Ewa Wachowicz

- Edyta Górniak
- Tomasz „Tomson” Lach
- Aleksander „Baron” Milwiw-Baron
- Agustin Egurrola
- Małgorzata Walewska
- Ewa Wachowicz

### Program rozrywkowy
- Dancing with the Stars. Taniec z gwiazdami
- Azja Express
- Rolnik szuka żony
- The Voice of Poland
- Twoja twarz brzmi znajomo

### Serial fabularno-paradokumentalny
- Młodzi lekarze
- Gliniarze
- Na sygnale
- Policjantki i policjanci
- Szkoła

### Nadzieja telewizji
- Antoni Królikowski

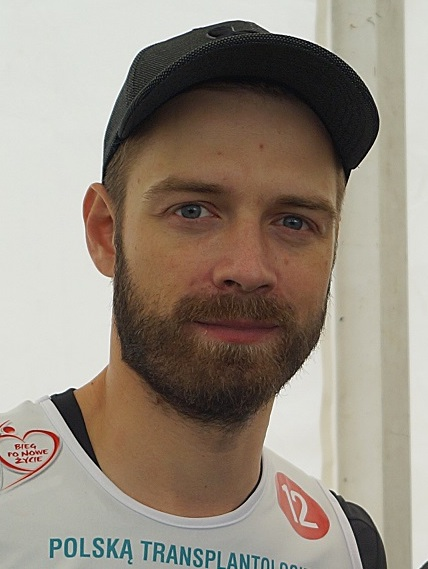
Marcin Korcz
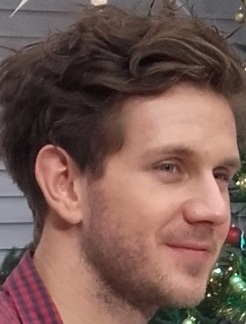
Antoni Królikowski

- Maciej Musiałowski
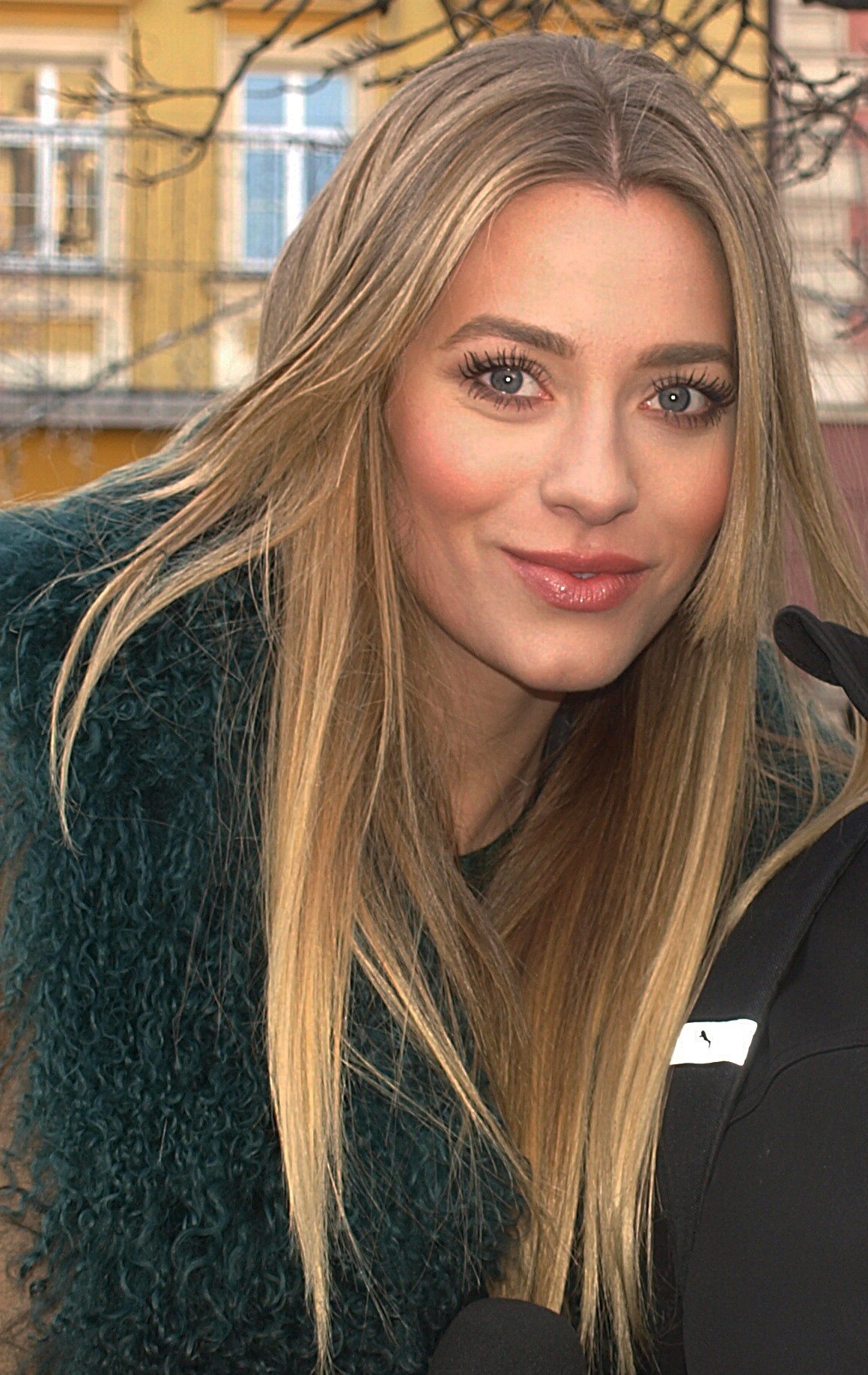
Marcelina Zawadzka
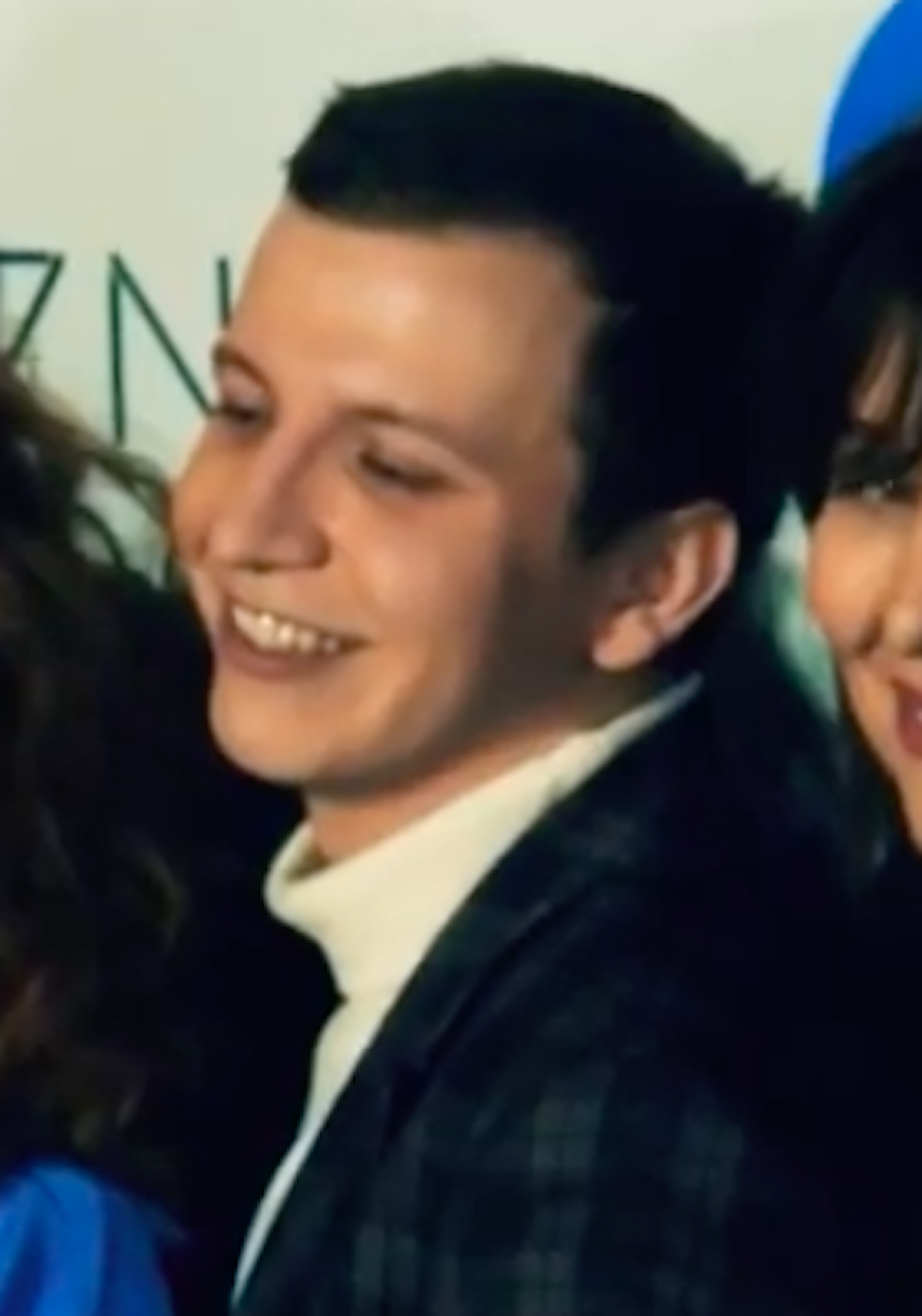
Maciej Musiałowski
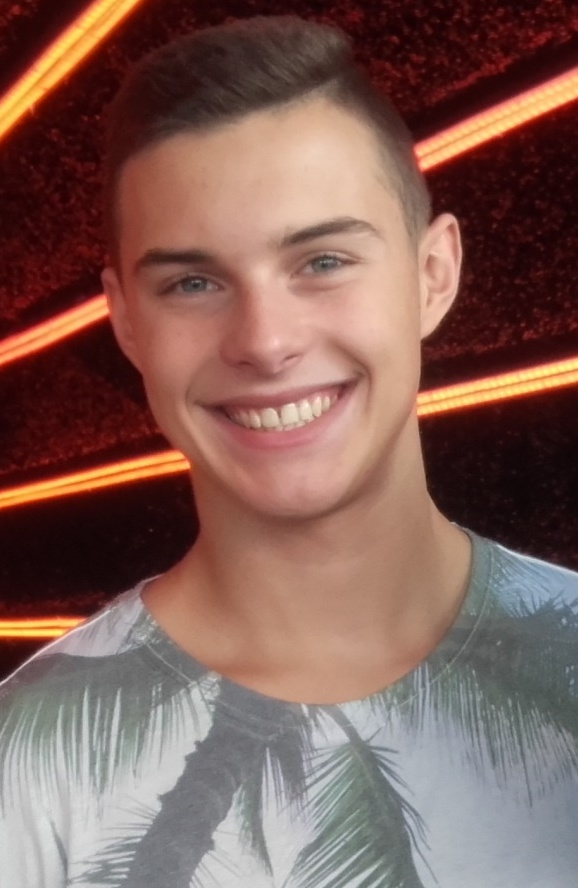
Adam Zdrójkowski

- Marcin Korcz
- Antoni Królikowski
- Marcelina Zawadzka
- Maciej Musiałowski
- Adam Zdrójkowski

## Złota Telekamera
- Ranczo

## Platynowa Telekamera

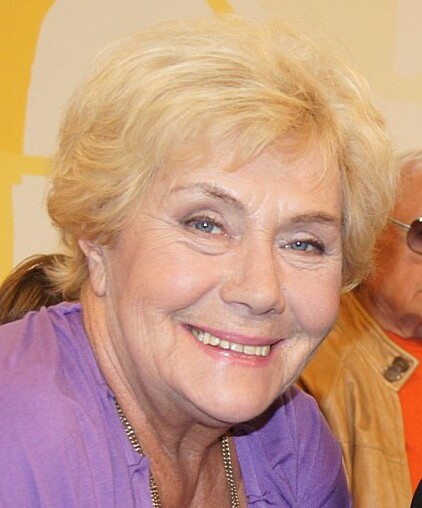
Teresa Lipowska

- Teresa Lipowska

## Specjalna Telekamera
- Belfer